# Educación para el trabajo
La educación para el trabajo (EPT) desde la concepción humanista, corresponde al componente formativo indispensable para que el hombre y la mujer proyecten su ser. Desde esta visión
antropológica, la separación del individuo y la praxis no puede ser posible, porque en el trabajo reside nuestra forma de ser y de vivir, es la manera en que nos constituimos como personas. Revaloriza al trabajo humano desde la perspectiva de la educación, la formación y el desarrollo de la fuerza laboral y lo concibe como la herramienta a través de la cual los hombres y mujeres recrean y transforman la realidad a través de una relación mutua.

## Propósitos fundamentales
- La Educación para el Trabajo incorpora en el proceso de formación integral del estudiante, el método del aprendizaje activo, reflexivo y vivencia, a partir de la práctica promueve procesos de producción y aplicación de conocimientos.
- La participación en estas actividades permiten producir y aplicar conocimientos, empoderar al individuo y convertirlo en agente de cambio.
- Busca consolidar en el futuro la toma de conciencia de los individuos, el reforzamiento de su identidad personal y su reconocimiento.
- No precisa garantizar la calidad de la actividad laboral en tanto productiva sino la calidad del hombre y la mujer que produce.[3][4]

## Dimensión Psicosocial
La valoración asignada al trabajo ha mutado con el paso del tiempo, el hombre que antes consideraba esta una actividad negativa, al llegar la Edad Media le asigna valores positivos, llegando a considerarse obligación moral. Con la revolución industrial se institucionalizó la noción del trabajo como necesidad para la subsistir y además, alcanzar satisfacción personal y realización psicológica.